# Supercoppa della Macedonia del Nord
La Supercoppa della Macedonia del Nord è la competizione in cui si affrontano in un'unica gara i campioni della Macedonia del Nord in carica ed i detentori della Coppa della Macedonia del Nord.
La manifestazione è nata nel 2011, ma l'edizione 2012 non è stata disputata, e anche successivamente le gare sono state irregolari.

## Albo d'oro
| Anno                   | Vincitore                                   | Risultato               | Finalista       |
| ---------------------- | ------------------------------------------- | ----------------------- | --------------- |
| 2011 24 luglio 2011    | Škendija                                    | 2 - 1                   | Metalurg Skopje |
| 2012 Annullata         | Renova                                      | -                       | Vardar          |
| 2013 28 luglio 2013    | Vardar                                      | 1 - 0                   | Teteks          |
| 2014 Non disputata     | Rabotnički vincitrice di coppa e campionato | -                       | -               |
| 2015 23 settembre 2015 | Vardar                                      | 1 - 1 (dts) 4 - 3 (dtr) | Rabotnički      |
| 2016 Non disputata     |                                             | -                       | -               |

## Vittorie per club
| Club            | Vittorie | Sconfitte | Anni vittorie | Anni sconfitte |
| --------------- | -------- | --------- | ------------- | -------------- |
| Vardar          | 2        | 0         | 2013, 2015    |                |
| Škendija        | 1        | 0         | 2011          |                |
| Metalurg Skopje | 0        | 1         |               | 2011           |
| Teteks          | 0        | 1         |               | 2013           |
| Rabotnički      | 0        | 1         |               | 2015           |